# Armando de Almeida
Armando de Almeida, noto semplicemente come Galo (Rio de Janeiro, 2 luglio 1893 – Rio de Janeiro, 6 febbraio 1978) è stato un calciatore brasiliano, di ruolo centrocampista.

## Carriera

### Club
Galo, durante la sua carriera, vestì le maglie di Fluminense e Flamengo.

### Nazionale
Con la nazionale brasiliana disputò sette partite e prese parte alle prime tre edizioni del Campeonato Sudamericano de Football.

## Palmarès

### Club

#### Competizioni nazionali
- Campionato paulista: 4

Fluminense: 1909, 1911
Flamengo: 1914, 1915

#### Nazionale
- Campeonato Sudamericano de Football: 1

Brasile 1919